# Dean Edwards (Radsportler)
Dean Sean Edwards (* 14. September 1982) ist ein südafrikanischer Bahn- und Straßenradrennfahrer.
Dean Edwards gewann 2006 das Eintagesrennen Hyper to Hyper. Seit 2008 fuhr er für das südafrikanische Continental Team House of Paint. In seinem ersten Jahr dort wurde er Dritter beim Belgotex Classic. Im nächsten Jahr wurde er Etappendritter bei La Tropicale Amissa Bongo. Außerdem belegte er jeweils den fünften Platz bei den beiden Eintagesrennen Amashova National Classic und Die Burger Fietstoer. Beim Bahnrad-Weltcup in Cali belegte Edwards den zehnten Platz im Scratch.

## Erfolge – Bahn
2011
- Südafrikanischer Meister – Madison (mit Nolan Hoffman)

## Teams
- 2008 House of Paint
- 2009 House of Paint